# 十七酸
十七酸（英語：heptadecanoic acid）又稱珠光脂酸(英語：margaric acid)，分子式CH3(CH2)15COOH，是一种具有十七个碳原子的直链羧酸。